# ماندگان
ماندگان، روستایی از توابع بخش پادنا شهرستان سمیرم در استان اصفهان ایران است.

## جمعیت
این روستا در دهستان پادنا سفلی قرار دارد و بر اساس سرشماری مرکز آمار ایران در سال ۱۳۸۵، جمعیت آن ۸۹۴ نفر (۲۰۱ خانوار) بوده‌است.